# Михайловка (Атяшевський район)
Миха́йловка (рос. Михайловка, ерз. Михайловка) — присілок у складі Атяшевського району Мордовії, Росія. Входить до складу Козловського сільського поселення.

## Населення
Населення — 19 осіб (2010; 24 у 2002).
Національний склад (станом на 2002 рік):
- ерзяни — 58 %
- росіяни — 38 %